# Litijum nitrid
Litijum nitrid je jedinjenje litijuma i azota koje ima formulu . To je jedini stabilni nitrid alkalnih metala. To je supstanca u čvrstom stanju i crvene je ili purpurne boje i ima visoku tačku topljenja.
 ima neuobičajenu kristalnu strukturu koja se sastoji od dva tipa slojeva, jedan sloj se sastoji od  i sadrži 6-koordinatne Li centre a drugi sloj se sastoji samo od katjona litijuma. Litijum nitrid u čvrstom stanju je brzi provodnik jon i ima najveću provodnost od bilo kojih neorganskih litijumovih soli. Proučavan je kao čvrsti elektrolit i kao materijal za anodu za upotrebu u baterijama. Može biti formiran direktnom reakcijom između elemenata sagorijevanjem metala litijuma u čistom azotu u gasovitom stanju ili reakcijom gasa azota sa litijumom koji je rastvoren u tečnom natrijumu. Drugim metodom se dobija čistiji proizvod.
Litijum nitrid reaguje burno sa vodom i dobija se amonijak:
Na ovaj način reaguju i drugi nitridi alkalnih i zemnoalkalnih metala zbog jake baznosti nitrida. Hipotetički nitridni jon  bi bio jaka Bronstedova baza i superbaza i jača je baza od hidridnog jona  tako da deprotonizuje i sam vodonik:
Vršena su istraživanja za korištenje litijum nitrida kao medija za skladištenja vodonika pošto se gornja reakcija odvija u suprotnom smjeru na 270°C. Pri tome je postignuta apsorpcija vodonika u iznosu od 11,5% težine.
Kada je litijum izložen na vazduhu formira se mala količina litijum nitrida (zajedno sa litijum oksidom, litijum hidroksidom i litijum karbonatom). 